# Elwell S. Otis
El general Elwell Stephen Otis (Frederick, Maryland, 25 de marzo de 1838 – Rochester, Nueva York, 21 de octubre de 1909) fue un oficial de carrera del ejército estadounidense que participó en la guerra civil estadounidense y en la Guerra Filipino-Americana.

## Primeros años
Nacido en Frederick City, Maryland, se gradúa en la Universidad de Rochester, Nueva York, en 1858 y en la Escuela de Derecho de Harvard en 1861.
El 13 de septiembre de 1862, durante la Guerra Civil, es nombrado capitán del 140.º de Voluntarios de Infantería de Nueva York. En 1863, el 23 de diciembre, es ascendido a teniente coronel. El 14 de enero de 1865, es retirado del servicio voluntario debido a una herida, habiendo alcanzado el grado de coronel. El 13 de marzo de ese mismo año, es nombrado general de brigada temporalmente, en reconocimiento a sus servicios en la Guerra Civil.
En 1869 es destinado a Nueva York como teniente coronel al 22.º de Infantería de Estados Unidos. Años más tarde, el 8 de febrero de 1880, es nombrado coronel del 20.º de Infantería y el 28 de noviembre de 1893, general de brigada.

## Filipinas
Comenzada la Guerra hispano-estadounidense, es nombrado Mayor General de los Voluntarios de Estados Unidos el 4 de mayo de 1898.
El 15 de julio parte para Filipinas para relevar al General Merritt como Gobernador Militar de las islas el 29 de agosto. El 4 de enero de 1899 proclama en nombre del presidente William McKinley, la soberanía de Estados Unidos sobre Filipinas.
Continuó ejerciendo sus tareas como gobernador y dirigió las operaciones contra los insurgentes hasta el 5 de mayo de 1900.

## Retiro
A su regreso, fue destinado el 29 de octubre de 1900, fue designado Comandante del Departamento de los Lagos, con cuartel general en Chicago.
El 25 de marzo de 1902 se retiró forzosamente del ejército por su edad, siendo distinguido por sus servicios contra los insurgentes filipinos. Tras su retiro, se trasladó a Rochester, Nueva York, donde murió el 21 de octubre de 1909. Sus restos fueron enterrados, con honores militares, en la Sección 7 del Cementerio Nacional de Arlington.